# Trofeo Alfredo Binda-Comune di Cittiglio 2019
La 44e édition du Trofeo Alfredo Binda-Comune di Cittiglio a lieu le 24 mars 2019. C'est la troisième épreuve de l'UCI World Tour féminin 2019. La course est remportée par la Néerlandaise Marianne Vos.

## Présentation

### Parcours
Le circuit est identique à l'année précédente. L'épreuve débute par une partie en ligne entre Taino et Cittiglio. Les coureuses effectuent alors un grand tour escaladant les pentes vers le village de Cunardo. Elles réalisent ensuite quatre tours du petit circuit, long de 18 km. Sa principale difficulté est la montée allant à Orino. Une autre côte, celle de Casale, nettement plus courte, mais néanmoins raide, est présente. 

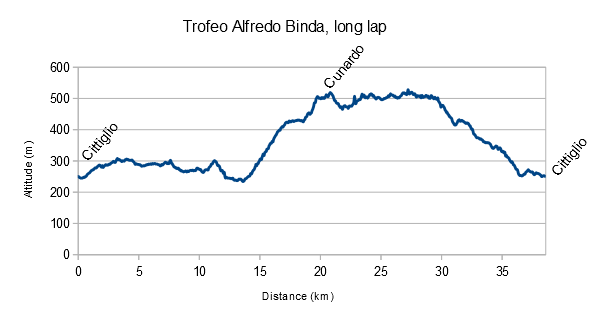
Profil du grand circuit
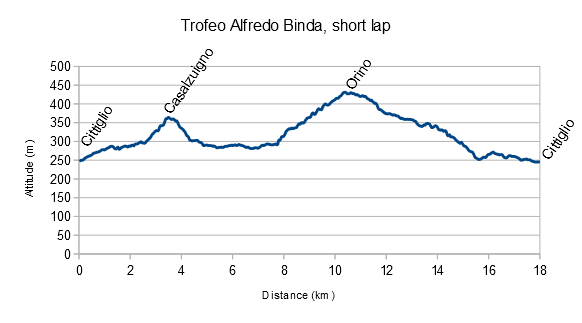
Profil du petit circuit

## Équipes
| Équipes féminines professionnelles (22)- Alé Cipollini - Aromitalia Vaiano - Astana Women's - BePink - Bigla - Boels Dolmans - BTC City Ljubljana - Canyon-SRAM Racing - CCC-Liv - Eurotarget-Bianchi-Vitasana - FDJ-Nouvelle Aquitaine-Futuroscope - Mitchelton-Scott - Movistar Team - Parkhotel Valkenburg-Destil - Servetto-Piumate-Beltrami TSA - Sunweb Women - Tibco-Silicon Valley Bank - Top Girls Fassa Bortolo - Trek-Segafredo - Valcar Cylance - Virtu Cycling Women - WNT-Rotor Pro Cycling |
| |

## Favorites
La vainqueur sortante, Katarzyna Niewiadoma est candidate à sa propre succession après sa troisième place aux Strade Bianche. Katie Hall dispute sa première course sous les couleurs de la Boels Dolmans et souhaite bien faire. Cecilie Uttrup Ludwig est également une sérieuse candidate pour la victoire finale. L'équipe CCC-Liv vient avec Marianne Vos et Ashleigh Moolman. Trek se présente au départ avec Elisa Longo Borghini, souvent à l'aise sur ce type de terrain et Jolanda Neff. La vainqueur 2017, Coryn Rivera est une des favorites en cas d'arrivée au sprint, tout comme Arlenis Sierra. Les médaillées d'argent et de bronze des derniers championnats du monde Amanda Spratt et Tatiana Guderzo sont également au départ.

## Récit de la course
La course se dispute par beau temps. Tayler Wiles est la première à attaquer après l'ascension du Cunardo. Son avance atteint quarante-cinq secondes. Un duo de poursuite constitué de Diana Penuela et Mikayla Harvey se forme derrière. Tayler Wiles est reprise dans la côte de Casalzuigno. Lors de la première montée d'Orino, Grace Brown passe à l'offensive. Elle passe sur la ligne avec vingt-cinq secondes d'avance sur Leah Thomas, partie en contre, et quarante-cinq sur le peloton. Un regroupement général a lieu après l'ascension suivante d'Orino. Jolanda Neff sort dans la descente, mais elle est rapidement reprise. À vingt-six kilomètres de l'arrivée, Ashleigh Moolman sort dans l'Orino, onze coureuses la suivent. Un groupe de poursuite les rejoint. Leah Thomas repart. Reprise, Demi Vollering contre. Son avance atteint quarante secondes. Mais dans l'ascension suivante de l'Orino, Katarzyna Niewiadoma flanquée d'Ashleigh Moolman, Marianne Vos, Amanda Spratt et Cecilie Uttrup Ludwig, la reprend. Avec la jonction d'Erica Magnaldi, Soraya Paladin et Anastasia Chursina, elles sont huit à l'avant. Cecilie Uttrup Ludwig attaque à trois reprises dans la montée, tandis qu'Amanda Spratt en fait de même dans la descente, mais Marianne Vos est vigilante et le groupe reste uni. À deux kilomètres et demi de la ligne, Anastasia Chursina sort. Ashleigh Moolman va la reprendre avant de mener le sprint pour Marianne Vos qui s'impose devant Amanda Spratt,.

## Classements

### Classement final
| \| Classement général \| Classement général \| Classement général \| Classement général \| Classement général \| \| Coureuse \| Coureuse \| Pays \| Équipe \| Temps \| \| ------------------ \| --------------------- \| ------------------ \| ---------------------------------- \| ------------------ \| \| 1re \| Marianne Vos \| Pays-Bas \| CCC-Liv \| 3 h 27 min 03 s \| \| 2e \| Amanda Spratt \| Australie \| Mitchelton-Scott \| + 0 s \| \| 3e \| Cecilie Uttrup Ludwig \| Danemark \| Bigla \| + 0 s \| \| 4e \| Anastasia Chursina \| Russie \| BTC City Ljubljana \| + 0 s \| \| 5e \| Elena Cecchini \| Italie \| Canyon-SRAM Racing \| + 1 s \| \| 6e \| Katarzyna Niewiadoma \| Pologne \| Canyon-SRAM Racing \| + 1 s \| \| 7e \| Emilia Fahlin \| Suède \| FDJ-Nouvelle Aquitaine-Futuroscope \| + 1 s \| \| 8e \| Coryn Rivera \| États-Unis \| Sunweb \| + 1 s \| \| 9e \| Soraya Paladin \| Italie \| Alé Cipollini \| + 1 s \| \| 10e \| Erica Magnaldi \| Italie \| WNT-Rotor Pro Cycling \| + 1 s \| |                       |            |                                    |                 |
| |                       |            |                                    |                 |
| Source : ProCyclingStats |                       |            |                                    |                 |
| Classement général |                       |            |                                    |                 |
| Coureuse | Coureuse              | Pays       | Équipe                             | Temps           |
| 1re | Marianne Vos          | Pays-Bas   | CCC-Liv                            | 3 h 27 min 03 s |
| 2e | Amanda Spratt         | Australie  | Mitchelton-Scott                   | + 0 s           |
| 3e | Cecilie Uttrup Ludwig | Danemark   | Bigla                              | + 0 s           |
| 4e | Anastasia Chursina    | Russie     | BTC City Ljubljana                 | + 0 s           |
| 5e | Elena Cecchini        | Italie     | Canyon-SRAM Racing                 | + 1 s           |
| 6e | Katarzyna Niewiadoma  | Pologne    | Canyon-SRAM Racing                 | + 1 s           |
| 7e | Emilia Fahlin         | Suède      | FDJ-Nouvelle Aquitaine-Futuroscope | + 1 s           |
| 8e | Coryn Rivera          | États-Unis | Sunweb                             | + 1 s           |
| 9e | Soraya Paladin        | Italie     | Alé Cipollini                      | + 1 s           |
| 10e | Erica Magnaldi        | Italie     | WNT-Rotor Pro Cycling              | + 1 s           |

### UCI World Tour

#### Points attribués
| Position           | 1er | 2e  | 3e  | 4e  | 5e | 6e | 7e | 8e | 9e | 10e | 11e | 12e | 13e | 14e | 15e | 16e à 30e | 31e à 40e |
| Classement général | 200 | 150 | 125 | 100 | 85 | 70 | 60 | 50 | 40 | 35  | 30  | 25  | 20  | 15  | 10  | 5         | 3         |

| Classement par points | Classement par points | Classement par points | Classement par points | Classement par points |
| Coureuse              | Coureuse              | Pays                  | Équipe                | Points                |
| --------------------- | --------------------- | --------------------- | --------------------- | --------------------- |
| 1re                   | Marta Bastianelli     | Italie                | Virtu Cycling Women   | 300 pts               |
| 2e                    | Marianne Vos          | Pays-Bas              | CCC-Liv               | 290 pts               |
| 3e                    | Chantal Blaak         | Pays-Bas              | Boels Dolmans         | 215 pts               |
| 4e                    | Cecilie Uttrup Ludwig | Danemark              | Bigla                 | 210 pts               |
| 5e                    | Annemiek van Vleuten  | Pays-Bas              | Mitchelton-Scott      | 200 pts               |
| 6e                    | Katarzyna Niewiadoma  | Pologne               | Canyon-SRAM Racing    | 195 pts               |
| 7e                    | Amanda Spratt         | Australie             | Mitchelton-Scott      | 150 pts               |
| 8e                    | Annika Langvad        | Danemark              | Boels Dolmans         | 150 pts               |
| 9e                    | Ellen van Dijk        | Pays-Bas              | Trek-Segafredo        | 130 pts               |
| 10e                   | Anastasia Chursina    | Russie                | BTC City Ljubljana    | 105 pts               |

| Classement par points | Classement par points | Classement par points | Classement par points | Classement par points |
| Coureuse              | Coureuse              | Pays                  | Équipe                | Points                |
| --------------------- | --------------------- | --------------------- | --------------------- | --------------------- |
| 1re                   | Marta Bastianelli     | Italie                | Virtu Cycling Women   | 300 pts               |
| 2e                    | Marianne Vos          | Pays-Bas              | CCC-Liv               | 290 pts               |
| 3e                    | Chantal Blaak         | Pays-Bas              | Boels Dolmans         | 215 pts               |
| 4e                    | Cecilie Uttrup Ludwig | Danemark              | Bigla                 | 210 pts               |
| 5e                    | Annemiek van Vleuten  | Pays-Bas              | Mitchelton-Scott      | 200 pts               |
| 6e                    | Katarzyna Niewiadoma  | Pologne               | Canyon-SRAM Racing    | 195 pts               |
| 7e                    | Amanda Spratt         | Australie             | Mitchelton-Scott      | 150 pts               |
| 8e                    | Annika Langvad        | Danemark              | Boels Dolmans         | 150 pts               |
| 9e                    | Ellen van Dijk        | Pays-Bas              | Trek-Segafredo        | 130 pts               |
| 10e                   | Anastasia Chursina    | Russie                | BTC City Ljubljana    | 105 pts               |

| Classement du meilleur jeune | Classement du meilleur jeune | Classement du meilleur jeune | Classement du meilleur jeune       | Classement du meilleur jeune |
| Coureuse                     | Coureuse                     | Pays                         | Équipe                             | Points                       |
| ---------------------------- | ---------------------------- | ---------------------------- | ---------------------------------- | ---------------------------- |
| 1re                          | Sofia Bertizzolo             | Italie                       | Virtu Cycling Women                | 10 pts                       |
| 2e                           | Marta Cavalli                | Italie                       | Valcar Cylance                     | 8 pts                        |
| 3e                           | Évita Muzic                  | France                       | FDJ-Nouvelle Aquitaine-Futuroscope | 6 pts                        |
| 4e                           | Amber van der Hulst          | Pays-Bas                     | Jan van Arckel                     | 4 pts                        |
| 5e                           | Liane Lippert                | Allemagne                    | Sunweb                             | 4 pts                        |
| 6e                           | Katia Ragusa                 | Italie                       | Bepink                             | 2 pts                        |
| 7e                           | Ella Harris                  | Nouvelle-Zélande             | Canyon-SRAM Racing                 | 2 pts                        |

| Classement du meilleur jeune | Classement du meilleur jeune | Classement du meilleur jeune | Classement du meilleur jeune       | Classement du meilleur jeune |
| Coureuse                     | Coureuse                     | Pays                         | Équipe                             | Points                       |
| ---------------------------- | ---------------------------- | ---------------------------- | ---------------------------------- | ---------------------------- |
| 1re                          | Sofia Bertizzolo             | Italie                       | Virtu Cycling Women                | 10 pts                       |
| 2e                           | Marta Cavalli                | Italie                       | Valcar Cylance                     | 8 pts                        |
| 3e                           | Évita Muzic                  | France                       | FDJ-Nouvelle Aquitaine-Futuroscope | 6 pts                        |
| 4e                           | Amber van der Hulst          | Pays-Bas                     | Jan van Arckel                     | 4 pts                        |
| 5e                           | Liane Lippert                | Allemagne                    | Sunweb                             | 4 pts                        |
| 6e                           | Katia Ragusa                 | Italie                       | Bepink                             | 2 pts                        |
| 7e                           | Ella Harris                  | Nouvelle-Zélande             | Canyon-SRAM Racing                 | 2 pts                        |

| Classement par équipes aux points | Classement par équipes aux points | Classement par équipes aux points | Classement par équipes aux points |
| Équipe                            | Équipe                            | Pays                              | Points                            |
| --------------------------------- | --------------------------------- | --------------------------------- | --------------------------------- |
| 1re                               | Boels Dolmans                     | Pays-Bas                          | 619 pts                           |
| 2e                                | CCC-Liv                           | Pays-Bas                          | 395 pts                           |
| 3e                                | Mitchelton-Scott                  | Australie                         | 376 pts                           |
| 4e                                | Virtu Cycling Women               | Danemark                          | 332 pts                           |
| 5e                                | Canyon-SRAM Racing                | Allemagne                         | 329 pts                           |
| 6e                                | Bigla                             | Danemark                          | 233 pts                           |
| 7e                                | Sunweb Women                      | Pays-Bas                          | 204 pts                           |
| 8e                                | Trek-Segafredo                    | États-Unis                        | 181 pts                           |
| 9e                                | Alé Cipollini                     | Italie                            | 136 pts                           |
| 10e                               | BTC City Ljubljana                | Slovénie                          | 113 pts                           |

| Classement par équipes aux points | Classement par équipes aux points | Classement par équipes aux points | Classement par équipes aux points |
| Équipe                            | Équipe                            | Pays                              | Points                            |
| --------------------------------- | --------------------------------- | --------------------------------- | --------------------------------- |
| 1re                               | Boels Dolmans                     | Pays-Bas                          | 619 pts                           |
| 2e                                | CCC-Liv                           | Pays-Bas                          | 395 pts                           |
| 3e                                | Mitchelton-Scott                  | Australie                         | 376 pts                           |
| 4e                                | Virtu Cycling Women               | Danemark                          | 332 pts                           |
| 5e                                | Canyon-SRAM Racing                | Allemagne                         | 329 pts                           |
| 6e                                | Bigla                             | Danemark                          | 233 pts                           |
| 7e                                | Sunweb Women                      | Pays-Bas                          | 204 pts                           |
| 8e                                | Trek-Segafredo                    | États-Unis                        | 181 pts                           |
| 9e                                | Alé Cipollini                     | Italie                            | 136 pts                           |
| 10e                               | BTC City Ljubljana                | Slovénie                          | 113 pts                           |

## Organisation
Le directeur de la course est Mario Minervino. Son vice-président est Fiore Cadario.

### Prix
Les prix suivants sont distribués :
| Position | 1er     | 2e    | 3e    | 4e    | 5e    | 6e    | 7e    | 8e    | 9e    | 10e   |
| Prix     | 1 265 € | 935 € | 625 € | 375 € | 320 € | 275 € | 250 € | 200 € | 185 € | 165 € |

En sus, les coureuses placées de la 11e à la 15e place gagnent 130 €, celles placées de la 16e à la 20e place 100 €.
Divers prix de la montagne sont attribués. La première à Cunardo remporte  200 €. À chaque passage en haut d'Orino, la première se voit attribuer 50 €. Un prix de la combativité donne à sa lauréate 100 €. Trois sprints intermédiaires donnent 100 € à la première.

## Liste des participantes
| Légende | Légende                                                                                | Légende | Légende                                                    |
| ------- | -------------------------------------------------------------------------------------- | ------- | ---------------------------------------------------------- |
| Num     | Dossard de départ porté par le coureur sur ce Trofeo Alfredo Binda-Comune di Cittiglio | Pos     | Position à l'arrivée de la course                          |
|         | Indique un maillot de champion national ou mondial, suivi de sa spécialité             | NP      | Indique un coureur qui n'a pas pris le départ de la course |
| AB      | Indique un coureur qui n'a pas terminé la course                                       | HD      | Indique un coureur qui a terminé la course hors des délais |

| Canyon-SRAM Racing CSR | Canyon-SRAM Racing CSR         | Canyon-SRAM Racing CSR |
| ---------------------- | ------------------------------ | ---------------------- |
| Num                    | Coureuse                       | Pos                    |
| 1                      | Katarzyna Niewiadoma (POL)     | 6e                     |
| 2                      | Alena Amialiusik (BLR) (route) | 40e                    |
| 3                      | Hannah Barnes (GBR)            | 54e                    |
| 4                      | Elena Cecchini (ITA)           | 5e                     |
| 5                      | Ella Harris (NZL)              | 52e                    |
| 6                      | Omer Shapira (ISR) (route)     | 46e                    |

| Boels Dolmans DLT | Boels Dolmans DLT           | Boels Dolmans DLT |
| ----------------- | --------------------------- | ----------------- |
| Num               | Coureuse                    | Pos               |
| 11                | Chantal Blaak (NED) (route) | 11e               |
| 12                | Karol-Ann Canuel (CAN)      | AB                |
| 13                | Eva Buurman (NED)           | AB                |
| 14                | Katie Hall (USA)            | 45e               |
| 15                | Skylar Schneider (USA)      | AB                |
| 16                | Jip van den Bos (NED)       | AB                |

| Mitchelton-Scott MTS | Mitchelton-Scott MTS | Mitchelton-Scott MTS |
| -------------------- | -------------------- | -------------------- |
| Num                  | Coureuse             | Pos                  |
| 21                   | Amanda Spratt (AUS)  | 2e                   |
| 22                   | Grace Brown (AUS)    | AB                   |
| 23                   | Gracie Elvin (AUS)   | AB                   |
| 24                   | Lucy Kennedy (AUS)   | 34e                  |
| 25                   | Sarah Roy (AUS)      | AB                   |
| 26                   | Jessica Allen (AUS)  | AB                   |

| CCC-Liv CCC | CCC-Liv CCC                    | CCC-Liv CCC |
| ----------- | ------------------------------ | ----------- |
| Num         | Coureuse                       | Pos         |
| 31          | Marianne Vos (NED)             | 1re         |
| 32          | Jeanne Korevaar (NED)          | 48e         |
| 33          | Riejanne Markus (NED)          | 53e         |
| 34          | Ashleigh Moolman (RSA) (route) | 12e         |
| 35          | Pauliena Rooijakkers (NED)     | AB          |

| Trek-Segafredo TFS | Trek-Segafredo TFS         | Trek-Segafredo TFS |
| ------------------ | -------------------------- | ------------------ |
| Num                | Coureuse                   | Pos                |
| 41                 | Audrey Cordon-Ragot (FRA)  | AB                 |
| 42                 | Elisa Longo Borghini (ITA) | 33e                |
| 43                 | Jolanda Neff (SUI) (route) | AB                 |
| 44                 | Anna Plichta (POL)         | AB                 |
| 45                 | Tayler Wiles (USA)         | 55e                |
| 46                 | Ruth Edwards (USA)         | AB                 |

| Sunweb SUN | Sunweb SUN                  | Sunweb SUN |
| ---------- | --------------------------- | ---------- |
| Num        | Coureuse                    | Pos        |
| 51         | Floortje Mackaij (NED)      | 21e        |
| 52         | Pfeiffer Georgi (GBR)       | AB         |
| 53         | Leah Kirchmann (CAN)        | 32e        |
| 54         | Juliette Labous (FRA)       | AB         |
| 55         | Liane Lippert (GER) (route) | 56e        |
| 56         | Coryn Rivera (USA) (route)  | 8e         |

| WNT-Rotor Pro Cycling WNT | WNT-Rotor Pro Cycling WNT | WNT-Rotor Pro Cycling WNT |
| ------------------------- | ------------------------- | ------------------------- |
| Num                       | Coureuse                  | Pos                       |
| 61                        | Erica Magnaldi (ITA)      | 10e                       |
| 62                        | Kathrin Hammes (GER)      | AB                        |
| 63                        | Laura Asencio (FRA)       | AB                        |
| 64                        | Ane Santesteban (ESP)     | 18e                       |
| 65                        | Aafke Soet (NED)          | AB                        |
| 66                        | Lara Vieceli (ITA)        | AB                        |

| Virtu Cycling Women TVC | Virtu Cycling Women TVC | Virtu Cycling Women TVC |
| ----------------------- | ----------------------- | ----------------------- |
| Num                     | Coureuse                | Pos                     |
| 71                      | Sofia Bertizzolo (ITA)  | 35e                     |
| 72                      | Katrine Aalerud (NOR)   | 23e                     |
| 73                      | Louise Norman Hansen    | AB                      |
| 74                      | Anouska Koster (NED)    | 26e                     |
| 75                      | Rachel Neylan (AUS)     | 25e                     |
| 76                      | Sara Penton (SWE)       | AB                      |

| Valcar Cylance VAL | Valcar Cylance VAL              | Valcar Cylance VAL |
| ------------------ | ------------------------------- | ------------------ |
| Num                | Coureuse                        | Pos                |
| 81                 | Elisa Balsamo (ITA)             | 42e                |
| 82                 | Marta Cavalli (ITA) (route)     | 13e                |
| 83                 | Maria Giulia Confalonieri (ITA) | 49e                |
| 84                 | Dalia Muccioli (ITA)            | AB                 |
| 85                 | Silvia Persico (ITA)            | AB                 |
| 86                 | Silvia Pollicini (ITA)          | AB                 |

| Movistar Team MOV | Movistar Team MOV                 | Movistar Team MOV |
| ----------------- | --------------------------------- | ----------------- |
| Num               | Coureuse                          | Pos               |
| 91                | Mavi García (ESP)                 | 24e               |
| 92                | Alicia González (ESP)             | AB                |
| 93                | Małgorzata Jasińska (POL) (route) | 15e               |
| 94                | Aude Biannic (FRA) (route)        | AB                |
| 95                | Eider Merino (ESP)                | 30e               |
| 96                | Sheyla Gutiérrez (ESP)            | AB                |

| Tibco-Silicon Valley Bank TIB | Tibco-Silicon Valley Bank TIB | Tibco-Silicon Valley Bank TIB |
| ----------------------------- | ----------------------------- | ----------------------------- |
| Num                           | Coureuse                      | Pos                           |
| 101                           | Brodie Chapman (AUS)          | 28e                           |
| 103                           | Alison Jackson (CAN)          | 14e                           |
| 104                           | Kendall Ryan (USA)            | AB                            |
| 105                           | Rozanne Slik (NED)            | AB                            |
| 106                           | Lauren Stephens (USA)         | AB                            |

| Parkhotel Valkenburg PHV | Parkhotel Valkenburg PHV | Parkhotel Valkenburg PHV |
| ------------------------ | ------------------------ | ------------------------ |
| Num                      | Coureuse                 | Pos                      |
| 111                      | Nina Buysman (NED)       | AB                       |
| 112                      | Belle De Gast (NED)      |                          |
| 113                      | Loes Adegeest (NED)      | AB                       |
| 114                      | Demi Vollering (NED)     | 17e                      |
| 115                      | Esther van Veen (NED)    | AB                       |

| Alé Cipollini ALE | Alé Cipollini ALE          | Alé Cipollini ALE |
| ----------------- | -------------------------- | ----------------- |
| Num               | Coureuse                   | Pos               |
| 121               | Giorgia Bariani (ITA)      | AB                |
| 122               | Soraya Paladin (ITA)       | 9e                |
| 123               | Diana Peñuela (COL)        | 37e               |
| 124               | Anna Trevisi (ITA)         | AB                |
| 125               | Jessica Raimondi (ITA)     | AB                |
| 126               | Eri Yonamine (JPN) (route) | 27e               |

| FDJ-Nouvelle Aquitaine-Futuroscope FDJ | FDJ-Nouvelle Aquitaine-Futuroscope FDJ | FDJ-Nouvelle Aquitaine-Futuroscope FDJ |
| -------------------------------------- | -------------------------------------- | -------------------------------------- |
| Num                                    | Coureuse                               | Pos                                    |
| 131                                    | Emilia Fahlin (SWE) (route)            | 7e                                     |
| 132                                    | Charlotte Bravard (FRA)                | AB                                     |
| 133                                    | Eugénie Duval (FRA)                    | AB                                     |
| 134                                    | Shara Gillow (AUS)                     | 29e                                    |
| 135                                    | Victorie Guilman (FRA)                 | 38e                                    |
| 136                                    | Évita Muzic (FRA)                      |                                        |

| Bigla BIG | Bigla BIG                   | Bigla BIG |
| --------- | --------------------------- | --------- |
| Num       | Coureuse                    | Pos       |
| 141       | Cecilie Uttrup Ludwig (DEN) | 3e        |
| 142       | Elise Chabbey (SUI)         | 44e       |
| 143       | Mikayla Harvey (NZL)        | AB        |
| 144       | Elizabeth Banks (GBR)       | AB        |
| 145       | Leah Thomas (USA)           | 22e       |
| 146       | Sophie Wright (GBR)         | 39e       |

| BTC City Ljubljana BTC | BTC City Ljubljana BTC   | BTC City Ljubljana BTC |
| ---------------------- | ------------------------ | ---------------------- |
| Num                    | Coureuse                 | Pos                    |
| 151                    | Anastasia Chursina (RUS) | 4e                     |
| 152                    | Anja Longyka (SLO)       | AB                     |
| 153                    | Hanna Nilsson (SWE)      | 19e                    |
| 154                    | Urša Pintar (SLO)        | 31e                    |
| 155                    | Mia Radotić (CRO)        | AB                     |
| 156                    | Urška Žigart (SLO)       |                        |

| Astana Women's Team ASA | Astana Women's Team ASA    | Astana Women's Team ASA |
| ----------------------- | -------------------------- | ----------------------- |
| Num                     | Coureuse                   | Pos                     |
| 161                     | Amiliya Iskakova (KAZ)     | AB                      |
| 162                     | Elena Pirrone (ITA)        | AB                      |
| 163                     | Olga Shekel (UKR)          | 47e                     |
| 164                     | Natalya Saifutdinova (KAZ) | AB                      |
| 165                     | Lizbeth Salazar (MEX)      | AB                      |
| 166                     | Arlenis Sierra (CUB)       | 43e                     |

| Aromitalia Vaiano VAI | Aromitalia Vaiano VAI  | Aromitalia Vaiano VAI |
| --------------------- | ---------------------- | --------------------- |
| Num                   | Coureuse               | Pos                   |
| 171                   | Rasa Leleivytė (LTU)   | 16e                   |
| 172                   | Sofia Beggin (ITA)     | AB                    |
| 173                   | Letizia Borghesi (ITA) | AB                    |
| 174                   | Angelica Brogi (ITA)   | AB                    |
| 175                   | Michela Balducci (ITA) | 51e                   |
| 176                   | Nicole Nesti (ITA)     | AB                    |

| Servetto-Piumate-Beltrami TSA SER | Servetto-Piumate-Beltrami TSA SER | Servetto-Piumate-Beltrami TSA SER |
| --------------------------------- | --------------------------------- | --------------------------------- |
| Num                               | Coureuse                          | Pos                               |
| 181                               | Sara Casasola (ITA)               | AB                                |
| 182                               | Alexandra Goncharova (RUS)        | AB                                |
| 183                               | Kseniya Dobrynina (RUS)           | AB                                |
| 184                               | Mónika Király (HUN)               | AB                                |
| 185                               | Anna Potokina (RUS)               | 58e                               |
| 186                               | Yevheniya Vysotska (UKR)          | AB                                |

| Bepink BPK | Bepink BPK             | Bepink BPK |
| ---------- | ---------------------- | ---------- |
| Num        | Coureuse               | Pos        |
| 191        | Tatiana Guderzo (ITA)  | 20e        |
| 192        | Rachele Barbieri (ITA) | AB         |
| 193        | Vania Canvelli (ITA)   | 50e        |
| 194        | Silvia Magri (ITA)     | AB         |
| 195        | Katia Ragusa (ITA)     | 36e        |
| 196        | Chiara Perini (ITA)    | AB         |

| Eurotarget-Bianchi-Vitasana SBT | Eurotarget-Bianchi-Vitasana SBT | Eurotarget-Bianchi-Vitasana SBT |
| ------------------------------- | ------------------------------- | ------------------------------- |
| Num                             | Coureuse                        | Pos                             |
| 201                             | Arianna Fidanza (ITA)           | AB                              |
| 202                             | Debora Silvestri (ITA)          | AB                              |
| 203                             | Ana Maria Covrig (ROU)          | 57e                             |
| 204                             | Clemilda Fernandes (BRA)        |                                 |
| 205                             | Alice Gasparini (ITA)           | AB                              |
| 206                             | Lisa Morzenti (ITA)             | AB                              |

| Top Girls Fassa Bortolo TOP | Top Girls Fassa Bortolo TOP | Top Girls Fassa Bortolo TOP |
| --------------------------- | --------------------------- | --------------------------- |
| Num                         | Coureuse                    | Pos                         |
| 211                         | Iris Monticolo (ITA)        | AB                          |
| 212                         | Elena Leonardi (ITA)        | AB                          |
| 213                         | Greta Marturano (ITA)       | 41e                         |
| 214                         | Maja Perinovic (CRO)        | AB                          |
| 215                         | Martina Stefani (ITA)       | AB                          |
| 216                         | Laura Tomasi (ITA)          | AB                          |

| Canyon-SRAM Racing CSR | Canyon-SRAM Racing CSR         | Canyon-SRAM Racing CSR |
| ---------------------- | ------------------------------ | ---------------------- |
| Num                    | Coureuse                       | Pos                    |
| 1                      | Katarzyna Niewiadoma (POL)     | 6e                     |
| 2                      | Alena Amialiusik (BLR) (route) | 40e                    |
| 3                      | Hannah Barnes (GBR)            | 54e                    |
| 4                      | Elena Cecchini (ITA)           | 5e                     |
| 5                      | Ella Harris (NZL)              | 52e                    |
| 6                      | Omer Shapira (ISR) (route)     | 46e                    |

| Boels Dolmans DLT | Boels Dolmans DLT           | Boels Dolmans DLT |
| ----------------- | --------------------------- | ----------------- |
| Num               | Coureuse                    | Pos               |
| 11                | Chantal Blaak (NED) (route) | 11e               |
| 12                | Karol-Ann Canuel (CAN)      | AB                |
| 13                | Eva Buurman (NED)           | AB                |
| 14                | Katie Hall (USA)            | 45e               |
| 15                | Skylar Schneider (USA)      | AB                |
| 16                | Jip van den Bos (NED)       | AB                |

| Mitchelton-Scott MTS | Mitchelton-Scott MTS | Mitchelton-Scott MTS |
| -------------------- | -------------------- | -------------------- |
| Num                  | Coureuse             | Pos                  |
| 21                   | Amanda Spratt (AUS)  | 2e                   |
| 22                   | Grace Brown (AUS)    | AB                   |
| 23                   | Gracie Elvin (AUS)   | AB                   |
| 24                   | Lucy Kennedy (AUS)   | 34e                  |
| 25                   | Sarah Roy (AUS)      | AB                   |
| 26                   | Jessica Allen (AUS)  | AB                   |

| CCC-Liv CCC | CCC-Liv CCC                    | CCC-Liv CCC |
| ----------- | ------------------------------ | ----------- |
| Num         | Coureuse                       | Pos         |
| 31          | Marianne Vos (NED)             | 1re         |
| 32          | Jeanne Korevaar (NED)          | 48e         |
| 33          | Riejanne Markus (NED)          | 53e         |
| 34          | Ashleigh Moolman (RSA) (route) | 12e         |
| 35          | Pauliena Rooijakkers (NED)     | AB          |

| Trek-Segafredo TFS | Trek-Segafredo TFS         | Trek-Segafredo TFS |
| ------------------ | -------------------------- | ------------------ |
| Num                | Coureuse                   | Pos                |
| 41                 | Audrey Cordon-Ragot (FRA)  | AB                 |
| 42                 | Elisa Longo Borghini (ITA) | 33e                |
| 43                 | Jolanda Neff (SUI) (route) | AB                 |
| 44                 | Anna Plichta (POL)         | AB                 |
| 45                 | Tayler Wiles (USA)         | 55e                |
| 46                 | Ruth Edwards (USA)         | AB                 |

| Sunweb SUN | Sunweb SUN                  | Sunweb SUN |
| ---------- | --------------------------- | ---------- |
| Num        | Coureuse                    | Pos        |
| 51         | Floortje Mackaij (NED)      | 21e        |
| 52         | Pfeiffer Georgi (GBR)       | AB         |
| 53         | Leah Kirchmann (CAN)        | 32e        |
| 54         | Juliette Labous (FRA)       | AB         |
| 55         | Liane Lippert (GER) (route) | 56e        |
| 56         | Coryn Rivera (USA) (route)  | 8e         |

| WNT-Rotor Pro Cycling WNT | WNT-Rotor Pro Cycling WNT | WNT-Rotor Pro Cycling WNT |
| ------------------------- | ------------------------- | ------------------------- |
| Num                       | Coureuse                  | Pos                       |
| 61                        | Erica Magnaldi (ITA)      | 10e                       |
| 62                        | Kathrin Hammes (GER)      | AB                        |
| 63                        | Laura Asencio (FRA)       | AB                        |
| 64                        | Ane Santesteban (ESP)     | 18e                       |
| 65                        | Aafke Soet (NED)          | AB                        |
| 66                        | Lara Vieceli (ITA)        | AB                        |

| Virtu Cycling Women TVC | Virtu Cycling Women TVC | Virtu Cycling Women TVC |
| ----------------------- | ----------------------- | ----------------------- |
| Num                     | Coureuse                | Pos                     |
| 71                      | Sofia Bertizzolo (ITA)  | 35e                     |
| 72                      | Katrine Aalerud (NOR)   | 23e                     |
| 73                      | Louise Norman Hansen    | AB                      |
| 74                      | Anouska Koster (NED)    | 26e                     |
| 75                      | Rachel Neylan (AUS)     | 25e                     |
| 76                      | Sara Penton (SWE)       | AB                      |

| Valcar Cylance VAL | Valcar Cylance VAL              | Valcar Cylance VAL |
| ------------------ | ------------------------------- | ------------------ |
| Num                | Coureuse                        | Pos                |
| 81                 | Elisa Balsamo (ITA)             | 42e                |
| 82                 | Marta Cavalli (ITA) (route)     | 13e                |
| 83                 | Maria Giulia Confalonieri (ITA) | 49e                |
| 84                 | Dalia Muccioli (ITA)            | AB                 |
| 85                 | Silvia Persico (ITA)            | AB                 |
| 86                 | Silvia Pollicini (ITA)          | AB                 |

| Movistar Team MOV | Movistar Team MOV                 | Movistar Team MOV |
| ----------------- | --------------------------------- | ----------------- |
| Num               | Coureuse                          | Pos               |
| 91                | Mavi García (ESP)                 | 24e               |
| 92                | Alicia González (ESP)             | AB                |
| 93                | Małgorzata Jasińska (POL) (route) | 15e               |
| 94                | Aude Biannic (FRA) (route)        | AB                |
| 95                | Eider Merino (ESP)                | 30e               |
| 96                | Sheyla Gutiérrez (ESP)            | AB                |

| Tibco-Silicon Valley Bank TIB | Tibco-Silicon Valley Bank TIB | Tibco-Silicon Valley Bank TIB |
| ----------------------------- | ----------------------------- | ----------------------------- |
| Num                           | Coureuse                      | Pos                           |
| 101                           | Brodie Chapman (AUS)          | 28e                           |
| 103                           | Alison Jackson (CAN)          | 14e                           |
| 104                           | Kendall Ryan (USA)            | AB                            |
| 105                           | Rozanne Slik (NED)            | AB                            |
| 106                           | Lauren Stephens (USA)         | AB                            |

| Parkhotel Valkenburg PHV | Parkhotel Valkenburg PHV | Parkhotel Valkenburg PHV |
| ------------------------ | ------------------------ | ------------------------ |
| Num                      | Coureuse                 | Pos                      |
| 111                      | Nina Buysman (NED)       | AB                       |
| 112                      | Belle De Gast (NED)      |                          |
| 113                      | Loes Adegeest (NED)      | AB                       |
| 114                      | Demi Vollering (NED)     | 17e                      |
| 115                      | Esther van Veen (NED)    | AB                       |

| Alé Cipollini ALE | Alé Cipollini ALE          | Alé Cipollini ALE |
| ----------------- | -------------------------- | ----------------- |
| Num               | Coureuse                   | Pos               |
| 121               | Giorgia Bariani (ITA)      | AB                |
| 122               | Soraya Paladin (ITA)       | 9e                |
| 123               | Diana Peñuela (COL)        | 37e               |
| 124               | Anna Trevisi (ITA)         | AB                |
| 125               | Jessica Raimondi (ITA)     | AB                |
| 126               | Eri Yonamine (JPN) (route) | 27e               |

| FDJ-Nouvelle Aquitaine-Futuroscope FDJ | FDJ-Nouvelle Aquitaine-Futuroscope FDJ | FDJ-Nouvelle Aquitaine-Futuroscope FDJ |
| -------------------------------------- | -------------------------------------- | -------------------------------------- |
| Num                                    | Coureuse                               | Pos                                    |
| 131                                    | Emilia Fahlin (SWE) (route)            | 7e                                     |
| 132                                    | Charlotte Bravard (FRA)                | AB                                     |
| 133                                    | Eugénie Duval (FRA)                    | AB                                     |
| 134                                    | Shara Gillow (AUS)                     | 29e                                    |
| 135                                    | Victorie Guilman (FRA)                 | 38e                                    |
| 136                                    | Évita Muzic (FRA)                      |                                        |

| Bigla BIG | Bigla BIG                   | Bigla BIG |
| --------- | --------------------------- | --------- |
| Num       | Coureuse                    | Pos       |
| 141       | Cecilie Uttrup Ludwig (DEN) | 3e        |
| 142       | Elise Chabbey (SUI)         | 44e       |
| 143       | Mikayla Harvey (NZL)        | AB        |
| 144       | Elizabeth Banks (GBR)       | AB        |
| 145       | Leah Thomas (USA)           | 22e       |
| 146       | Sophie Wright (GBR)         | 39e       |

| BTC City Ljubljana BTC | BTC City Ljubljana BTC   | BTC City Ljubljana BTC |
| ---------------------- | ------------------------ | ---------------------- |
| Num                    | Coureuse                 | Pos                    |
| 151                    | Anastasia Chursina (RUS) | 4e                     |
| 152                    | Anja Longyka (SLO)       | AB                     |
| 153                    | Hanna Nilsson (SWE)      | 19e                    |
| 154                    | Urša Pintar (SLO)        | 31e                    |
| 155                    | Mia Radotić (CRO)        | AB                     |
| 156                    | Urška Žigart (SLO)       |                        |

| Astana Women's Team ASA | Astana Women's Team ASA    | Astana Women's Team ASA |
| ----------------------- | -------------------------- | ----------------------- |
| Num                     | Coureuse                   | Pos                     |
| 161                     | Amiliya Iskakova (KAZ)     | AB                      |
| 162                     | Elena Pirrone (ITA)        | AB                      |
| 163                     | Olga Shekel (UKR)          | 47e                     |
| 164                     | Natalya Saifutdinova (KAZ) | AB                      |
| 165                     | Lizbeth Salazar (MEX)      | AB                      |
| 166                     | Arlenis Sierra (CUB)       | 43e                     |

| Aromitalia Vaiano VAI | Aromitalia Vaiano VAI  | Aromitalia Vaiano VAI |
| --------------------- | ---------------------- | --------------------- |
| Num                   | Coureuse               | Pos                   |
| 171                   | Rasa Leleivytė (LTU)   | 16e                   |
| 172                   | Sofia Beggin (ITA)     | AB                    |
| 173                   | Letizia Borghesi (ITA) | AB                    |
| 174                   | Angelica Brogi (ITA)   | AB                    |
| 175                   | Michela Balducci (ITA) | 51e                   |
| 176                   | Nicole Nesti (ITA)     | AB                    |

| Servetto-Piumate-Beltrami TSA SER | Servetto-Piumate-Beltrami TSA SER | Servetto-Piumate-Beltrami TSA SER |
| --------------------------------- | --------------------------------- | --------------------------------- |
| Num                               | Coureuse                          | Pos                               |
| 181                               | Sara Casasola (ITA)               | AB                                |
| 182                               | Alexandra Goncharova (RUS)        | AB                                |
| 183                               | Kseniya Dobrynina (RUS)           | AB                                |
| 184                               | Mónika Király (HUN)               | AB                                |
| 185                               | Anna Potokina (RUS)               | 58e                               |
| 186                               | Yevheniya Vysotska (UKR)          | AB                                |

| Bepink BPK | Bepink BPK             | Bepink BPK |
| ---------- | ---------------------- | ---------- |
| Num        | Coureuse               | Pos        |
| 191        | Tatiana Guderzo (ITA)  | 20e        |
| 192        | Rachele Barbieri (ITA) | AB         |
| 193        | Vania Canvelli (ITA)   | 50e        |
| 194        | Silvia Magri (ITA)     | AB         |
| 195        | Katia Ragusa (ITA)     | 36e        |
| 196        | Chiara Perini (ITA)    | AB         |

| Eurotarget-Bianchi-Vitasana SBT | Eurotarget-Bianchi-Vitasana SBT | Eurotarget-Bianchi-Vitasana SBT |
| ------------------------------- | ------------------------------- | ------------------------------- |
| Num                             | Coureuse                        | Pos                             |
| 201                             | Arianna Fidanza (ITA)           | AB                              |
| 202                             | Debora Silvestri (ITA)          | AB                              |
| 203                             | Ana Maria Covrig (ROU)          | 57e                             |
| 204                             | Clemilda Fernandes (BRA)        |                                 |
| 205                             | Alice Gasparini (ITA)           | AB                              |
| 206                             | Lisa Morzenti (ITA)             | AB                              |

| Top Girls Fassa Bortolo TOP | Top Girls Fassa Bortolo TOP | Top Girls Fassa Bortolo TOP |
| --------------------------- | --------------------------- | --------------------------- |
| Num                         | Coureuse                    | Pos                         |
| 211                         | Iris Monticolo (ITA)        | AB                          |
| 212                         | Elena Leonardi (ITA)        | AB                          |
| 213                         | Greta Marturano (ITA)       | 41e                         |
| 214                         | Maja Perinovic (CRO)        | AB                          |
| 215                         | Martina Stefani (ITA)       | AB                          |
| 216                         | Laura Tomasi (ITA)          | AB                          |